# Юзефув (гміна)
Гміна Юзефув (пол. Gmina Józefów) — місько-сільська гміна у східній Польщі. Належить до Білґорайського повіту Люблінського воєводства.
Станом на 31 грудня 2011 у гміні проживало 7071 особа.

## Площа
Згідно з даними за 2007 рік площа гміни становила 124.72 км², у тому числі:
- орні землі: 38.00%
- ліси: 56.00%

Таким чином, площа гміни становить 7.43% площі повіту.

## Населення
Станом на 31 грудня 2011:
| Опис     | Загалом | Загалом | Чоловіки | Чоловіки | Жінки | Жінки |
| -------- | ------- | ------- | -------- | -------- | ----- | ----- |
| одиниця  | осіб    | %       | осіб     | %        | осіб  | %     |
| все      | 7071    | 100     | 3453     | 48.83    | 3618  | 51.17 |
| міське   | 2532    | 100     | 1215     | 47.99    | 1317  | 52.01 |
| сільське | 4539    | 100     | 2238     | 49.31    | 2301  | 50.69 |

## Сусідні гміни
Гміна Юзефув межує з такими гмінами: Александрув, Краснобруд, Лукова, Сусець, Терешполь, Звежинець.